# Ioan Gyuri Pascu
Ioan Gyuri Pascu (Agnita, 31 agosto 1961 – Bucarest, 26 settembre 2016) è stato un cantante, attore e comico rumeno.
Pascu, durante la sua carriera, ha esplorato vari generi, tra cui il rock, il rhythm and blues, il reggae e il jazz. Inoltre, con la Tempo Music, la sua etichetta musicale, è stato il manager di diversi artisti di musica alternativa.
Ha fatto parte della compagnia Divertis ed era famoso per le sue imitazioni e per gli intermezzi musicali durante i loro spettacoli di satira politica. Pascu è stato anche un attore di successo, apparendo in produzioni cinematografiche come Un'estate indimenticabile di Lucian Pintilie e Occident di Cristian Mungiu, e interpretando personaggi noti del teatro rumeno in vari adattamenti. Ha scritto rubriche sportive ed è stato anche uno scrittore di letteratura cristiana.

## Biografia

### Primi anni di vita
Ioan Gyuri Pascu nacque ad Agnita, nell'attuale Distretto di Sibiu, dove frequentò la scuola elementare. Il padre era di origine rumena e la madre era per metà ungherese; da parte di madre, era anche discendente di polacchi e slovacchi. Sua madre era cattolica e suo padre, così come Gyuri, era ortodosso. Il suo nome riflette la sua complessa eredità: Ioan fu scelto come nome rumeno; il suo secondo nome era Gyurika, di origine ungherese, ma nel suo certificato di nascita e nei documenti venne registrato come Ghiurico. Pascu disse che il motivo era perché né suo padre né il notaio avevano familiarità con la fonologia ungherese. Pascu, che parlava fluentemente l'ungherese, disse di preferire il nome Gyuri.
Pascu iniziò a studiare pianoforte all'età di nove anni e cantò come soprano nel coro della sua scuola. Inoltre, era solito intrattenere i suoi amici con le imitazioni di famosi cantanti pop. Durante la quinta elementare, iniziò a giocare a pallamano con una squadra amatoriale abbandonando, così, le lezioni di piano.
Nel 1976 si iscrisse presso il liceo di Agnita. Durante le scuole superiori Pascu dovette iscriversi obbligatoriamente all'Unione dei Giovani Comunisti(UTC), l'organizzazione giovanile del Partito Comunista Rumeno. Nello stesso anno rinunciò alla pallamano e iniziò a studiare chitarra, usando come guida il libro scritto da Maria Boeru. Nel 1977 debuttò come attore amatoriale in uno spettacolo scolastico.
Pascu si appassionò ai concerti organizzati dal Cenaclul Flacăra, un movimento artistico e culturale sorto durante la Repubblica Socialista.

### I Trandafirii Negri e i Fundal
Nel maggio del 1978, Pascu partecipò alla celebrazione della Giornata internazionale dei lavoratori a Mediaş, dove fece amicizia con i fratelli Septimiu e Horia Moldovan, i quali facevano parte della stessa band della cantante pop Elena Cârstea. Secondo il sito ufficiale di Pascu, suonarono alcuni successi della musica rock occidentale, tra cui Child in Time dei Deep Purple e July Morning degli Uriah Heep. Tra il 1978 e il 1980, Pascu cantò con i Trandafirii Negri, band moldava, e fu invitato ad esibirsi con loro ad alcune feste di matrimonio e altri eventi simili. Con i soldi guadagnati acquistò la sua prima chitarra acustica, direttamente dalla fabbrica di Reghin, e imparò a suonare la batteria. Nel 1979 compose una delle sue prime canzoni, Melancolie.
Nel 1980 Pascu fece domanda per la Facoltà di Teatro della Szentgyörgyi István di Târgu Mureş, ma non superò l'esame di ammissione. Iniziò a lavorare in una fabbrica statale come operatore di tornio e nel 1980 venne arruolato nelle Forze di terra rumene, dove fece la conoscenza di altri musicisti dilettanti che stavano affrontando l'addestramento militare. Insieme fondarono il gruppo rock Fundal, con Pascu come cantante e batterista, e si esibirono al festival Cântarea României.
Nel 1982, alla fine dell'addestramento militare, Pascu e i Fundal tornarono a Mediaş. Al suo ritorno venne scoperto dalla stazione radio rumena Radio Vacanţa. Fu invitato a esibirsi in alcuni concerti organizzati dalla stazione radio, durante i quali incontrò e fece amicizia con Teo Peter, bassista dei Compact, e con Andrei Partoş, promoter musicale. Durante il 1982, Pascu suonò in alcuni concerti organizzati dal Cenaclul Flacăra, e fu scritturato per quelli organizzati dal Scînteia Tineretului, giornale giovanile a cura dell'UTC. Nel 1980 Pascu scoprì e si interessò alla musica reggae, alla quale venne introdotto dai The Police e dalle loro sessioni di reggae fusion.

### Gli anni dell'università e il debutto deiDivertis
Nel 1984 Pascu si trasferì a Cluj-Napoca, dove fu ammesso alla Facoltà di Lettere dell'Università Babeș-Bolyai, presso la quale studiò rumeno e spagnolo. Fece domanda per la stessa facoltà presso l'Università di Bucarest per due volte, ma non superò l'esame di ammissione. Nel 1984 Pascu si trasferì a Cluj-Napoca, dove fu ammesso alla Facoltà di Lettere dell'Università Babeș-Bolyai, presso la quale studiò rumeno e spagnolo. Fece domanda per la stessa facoltà presso l'Università di Bucarest per due volte, ma non superò l'esame di ammissione. In questo periodo si esibì in commedie radiofoniche e parodie teatrali. Inoltre, entrò a far parte del club letterario di Vartic, Echinox.
Nel 1986, mentre Ars Amatoria era in tournée a Bucarest con un adattamento delle commedie di Ion Luca Caragiale, Pascu incontrò e fece amicizia con i membri del gruppo studentesco Divertis, il quale era solito fare rappresentazioni di satira politica contro Nicolae Ceauşescu e il suo governo. La sua prima esibizione con i Divertis fu nel 1987, presso il villaggio Izvoru Mureşului, nel comune di Voșlăbeni. Nello stesso anno Pascu riprese la sua carriera musicale e venne invitato da Andrei Partoş a cantare in un festival a Deva.
Dopo la laurea, tra il 1988 e il 1989, Pascu insegnò lingua e letteratura rumena in una scuola elementare di Ulmu, nel Distretto di Călăraşi, ma si dimise per proseguire la sua carriera di cantante. Verso la fine del 1989 incontrò Mircea Baniciu, ex membro dei Transsylvania Phoenix, uno dei principali gruppi rock rumeni. Fu ospite a casa di Baniciu proprio mentre la rivoluzione anticomunista scoppiò a Timişoara. Si riunì ai Divertis a Iaşi, ma il loro spettacolo venne interrotto dalle autorità comuniste.
Con la fine del comunismo Pascu diversificò la sua carriera. Dopo aver eseguito un recital di musica da solista nel febbraio del 1990, rinnovò il contratto con i Divertis e iniziò, con loro, un tour per il paese. Nello stesso anno, si esibirono per la prima volta in una serie di spettacoli comici in onda sui canali televisivi rumeni.
Nel 1992, insieme a Mircea Rusu, Pascu pubblicò Ar putea fi, un extended play. Insieme alla compagna Daniela Marin, fondò la Tempo Music, che divenne la prima etichetta musicale indipendente della Romania. Pascu fondò anche la sua band, i The Blue Workers.

### I primi successi
Nel 1993 Pascu ottenne il suo primo significativo successo musicale con l'album Mixed Grill e il singolo Ţara arde şi babele se piaptănă. Un sondaggio condotto dalla rivista Evenimentul Zilei nominò il brano come la migliore canzone del 1993 e la stazione nazionale Radio Contact assegnò a Pascu il titolo di "Compositore dell'anno". Mixed Grill fu il risultato della breve sperimentazione di Pascu con il fusion rock e il reggae. Hit come Gizzi e Mi-am luat colac portarono alcuni a considerarlo come uno dei pionieri del reggae rumeno, anni prima di artisti come El Negro e Pacha Man. Il mix di generi divenne una caratteristica tipica del lavoro di Pascu nella musica:
Oltre al pianoforte, alla chitarra e alla batteria, Pascu iniziò anche a suonare l’armonica.
Poco dopo aver sposato Daniela Marin nell'agosto del 1993, Pascu fu invitato dal regista Lucian Pintilie a recitare nel suo film Un'estate indimenticabile, insieme a Kristin Scott Thomas, Claudiu Bleonţ e Marcel Iureş. Pascu ricevette buone recensioni per la sua performance.
Negli anni seguenti, Pascu e i The Blue Workers pubblicarono due EP: Maşina cu jazzolină, un album rhythm and blues, e Caseta pentru Minte, inimă şi gură. Pascu apparve anche in una serie di registrazioni comiche pubblicate dai Divertis, guadagnandosi la reputazione di autore di canzoni di protesta. Si ispirò alla politica rumena e ai dibattiti sociali degli anni '90 per scrivere successi come Morcovul românesc e Instalatorul. Pascu era a conoscenza della sua vena politica; secondo lui esisteva un legame fondamentale tra i fenomeni sociali e la prospettiva culturale di un cantautore, inoltre, sosteneva che le canzoni avrebbero dovuto sempre raccontare una storia. Una delle canzoni incluse in Maşina cu jazzolină, intitolata Africa, Africa, suscitò particolare interesse nei circoli culturali per le sue sfumature satiriche. Secondo lo storico Sorin Mitu, questa canzone mostrava "la tendenza dei rumeni a relazionarsi con le realtà extra-europee", una tendenza tipica dell'ultimo decennio del periodo di Ceauşescu e del primo periodo post-rivoluzionario.
Nel 1995, dopo una serie di festival in cui Pascu cantò insieme ai The Blue Workers, tenne un recital da solista al Cervo d'oro, un festival nella città di Braşov, durante il quale ricevette, dalla rivista musicale Actualitatea Muzicală, il trofeo "Best Album" per Maşina cu jazzolină. Inoltre, fu il cantante d'apertura di alcuni gruppi rock occidentali in tour in Romania, tra cui le band britanniche Jethro Tull, Beats International e Asia, e la band tedesca Scorpions. Come attore televisivo, Pascu fece parte dell'industria pubblicitaria rumena. Nella cultura popolare è ricordato soprattutto come il portavoce di Connex, uno dei primi operatori di telefonia mobile in Romania, con il tormentone Alo, Maria?.
Nel febbraio del 1997 Pascu pubblicò l'album Gânduri nevinovate. Secondo il suo sito web, questo album può essere considerato come il "primo disco meno commerciale di Pascu". La figlia di Pascu, Ana Iarina, nacque nello stesso mese.
Dopo il 1997, Pascu diede priorità alla sua attività di manager e produttore musicale. Tra il 1998 e il 2000, lui e sua moglie contribuirono al lancio di alcuni gruppi pop e rock alternativi di successo come i Vama Veche, i Domnişoara Pogany e i Dinu Olăraşu. Dopo aver pubblicato la raccolta di canzoni Poveştile lui Gyuri nel 1999, abbandonò la musica affermando che non era più attratto dalle nuove tendenze della musica pop, ma tornò nel 2000 con un album in edizione limitata intitolato Lasă (muzică de casă). Come dichiarato sul suo sito web, l'album ebbe successo tra "i suoi fan più vicini" e con i membri della comunità rumeno-americana.

### OccidenteFelix şi Otilia
Nel 2000 Pascu iniziò a lavorare con il regista Cristian Mungiu. Scrisse la colonna sonora del cortometraggio di Mungiu Zapping e apparse, con Mircea Diaconu, nel film dello stesso regista Corul pompierilor. Inoltre, collaborarono in Occident: Pascu, oltre a comporre la colonna sonora, interpretò il ruolo di "Gică".
Due anni dopo la prima di Occident, Pascu pubblicò l'album Stângul de a visa il quale, come Pascu fece notare, era in contrasto con le politiche editoriali della radio commerciale. Secondo il suo sito web, non venne promosso dalle stazioni radio tradizionali e vendette la maggior parte delle sue copie durante le esibizioni dal vivo. In un'intervista del 2009, Pascu sostenne:
Inoltre, ringraziò chi diffuse le copie dell'album anche se, così, perse alcune royalties. Pascu espresse la sua opposizione al fenomeno delle competizioni canore affermando che, come ex membro della giuria del Mamaia Festival, ebbe un'esperienza "agrodolce".
Pascu fece un tour per il paese per celebrare i suoi 20 anni di carriera musicale, per lo più esibendosi in locali provinciali. Continuò a fare concerti occasionali, anche come artista d'apertura per Al Bano ad Arad, e a partire dal 2003 condusse il talk show musicale Taverna su TVR 1, un canale televisivo nazionale. Con i Divertis, Pascu divenne co-conduttore di un programma comico su Antena 1, programma girato negli Stati Uniti. Inoltre, aveva uno sketch ricorrente nello show intitolato Felix şi Otilea, insieme alle cantanti pop Monica Anghel e Jojo e i comici Cătălin Mireuţă e Daniel Buzdugan. Fece il doppiatore per Animat Planet, un cartone animato prodotto dai Divertis per Antena 1. Grazie a queste esperienze, Pascu venne designato come "il miglior comico del 2003" in un sondaggio su TVR 1.
Successivamente pubblicò due album da solista, O stea e Jocul de-a joaca, entrambi nel 2004. Nel luglio del 2005 venne invitato a cantare l'inno nazionale del Brasile durante una partita di calcio tra la Nazionale di calcio del Brasile, vincitrice della Campionato Mondiale di calcio del 1994, e la Nazionale di calcio della Romania. Nello stesso anno, pubblicò un album di greatest hits, intitolato 12 ani, 12 Balade. Nel 2005 Pascu si riunì con i The Blue Workers per un tour nazionale e, nel 2006, per uno spettacolo al Palatul Copiilor di Bucarest. Inoltre, parteciparono al festival ProEtnica di Sighişoara.
Nel 2007 Pascu abbandonò i Divertis. All'epoca disse che non poteva più gestire i loro programmi serrati. La loro divisione, però, non fu totale dato che Pascu continuò ad apparire su Animat Planet. In un'intervista del 2007, riflettendo sull'impatto dello show, dichiarò:
Successivamente dichiarò che la sua rottura con l'umorismo politico era definitiva e, senza il consenso dei Divertis, Pascu disse che c'erano dei disaccordi tra lui e Toni Grecu. Poco dopo il suo abbandono, un conflitto tra Grecu e gli altri attori dei Divertis li divise.
Nel novembre del 2007 Pascu pubblicò l'album La jumătatea vieţii. Sempre in questo periodo, riprese la sua carriera teatrale. Nella primavera del 2007, interpretò il ruolo di Rică Venturiano in un adattamento di O noapte furtunoasă di Caragiale, messo su per la commemorazione del 130º anniversario della prima rappresentazione pubblica della commedia. Pascu, insieme al cantante Dan Bittman, il critico letterario Ion Bogdan Lefter, l'attore e politico Mircea Diaconu e lo storico Marius Oprea, apparì nel film documentario di Marius Barna Utopia impusă, il quale raccontava la vita nella Romania comunista.

### Debutto letterario e progetti per Pro TV

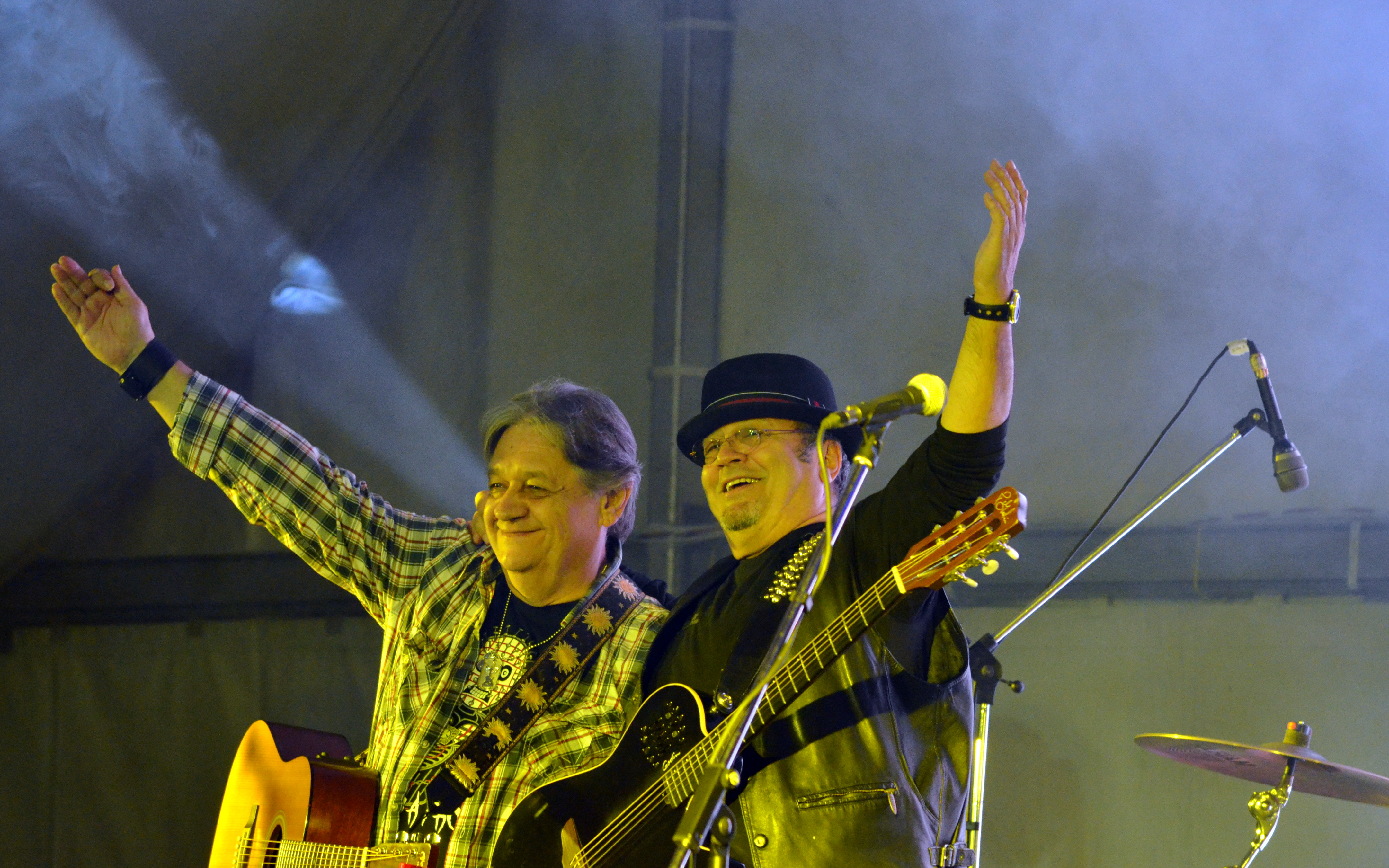
Mircea Banicu (a destra) e Mircea Vintilă dei Pasărea Colibri nell'aprile del 2012.

All'età di quarant'anni Pascu iniziò a pubblicare opere di letteratura cristiana, specializzandosi in saggi sul misticismo. Quando gli venne chiesto delle sue convinzioni, si dichiarò ispirato dal sacerdote ortodosso Arsenie Boca e dal mistico bulgaro della New Age Omraam Mikhaël Aïvanhov. Nel 2007 dichiarò:
Anche se ortodosso, Pascu andò in pellegrinaggio al Santuario di Nostra Signora di Lourdes.
Successivamente, a Pascu fu proposto di apparire in un film prodotto in Ungheria, nel ruolo di un ufficiale di polizia rumeno e, inoltre, recitò in una produzione teatrale de Le Viscomte di Eugène Ionesco. Apparì in alcuni cameo in spot televisivi e scrisse articoli sportivi per diversi giornali, tra cui la rivista di tempo libero Time Out Bucarest. Tra il 2008 e il 2009, interpretò l'ispettore capo Fane Popovici in Vine poliţia!, una serie comica prodotta da Pro TV e basata sulla serie televisiva spagnola Los Hombres de Paco. Il critico televisivo Cezar Paul-Bădescu lo definì un fallimento “catastrofico".
Nell'aprile del 2009, Pascu realizzò gli intermezzi comici all'UNITER Awards Gala, ma la sua performance ricevette recensioni contrastanti. Tre mesi dopo, fu l'artista di apertura per la cantante folk americana Suzanne Vega nel suo spettacolo a Bucarest. Pascu raccontò di aver accettato l'invito solo dopo essersi consultato con sua figlia, una fan di Vega.
Nell'autunno dello stesso anno si riunì con i suoi colleghi dei Divertis dopo che si trasferirono da Antena 1 a Pro TV. Apparì in una produzione del Teatro Metropolis di Bassifondi, un dramma di Maksim Gor'kij, con Ştefan Radof nel ruolo principale. La commedia ricevette buone recensioni e la presenza di Pascu, insieme a quella di altri attori comici come Alexandru Bindea o Tudorel Filimon, fu considerata un tocco insolito alla tragedia di Gor'kij. Pascu e i The Blue Workers si esibirono al Sibiu Jazz Festival. Alla fine del 2009 Pascu e sua moglie divorziarono.
Nell'aprile del 2010 Pascu ricevette critiche dai media quando accettò di esibirsi a un raduno del movimento Mișcarea de Integrare Spirituală în Absolut (MISA) di Gregorian Bivolaru a Timișoara. I problemi legali di Bivolaru e le accuse riguardanti le politiche sessuali del MISA erano al centro dei dibattiti pubblici; quando venne contattato dai giornalisti, Pascu sottolineò che si trattava di un concerto regolare e dichiarò:
Gli impegni di Pascu per quell'anno includevano altri concerti dal vivo, tra cui uno tenutosi durante l'evento Bookfest di giugno. A novembre fu ospite del concerto tributo di Mircea Baniciu, dove intrattenne il pubblico con le imitazioni musicali dei cantanti folk come Nicu Alifantis e Victor Socaciu, eseguendo i classici dei Pasărea Colibri. Pascu acquistò a Bucarest una taverna, che chiamò Gyuri’s Pub nella quale si poteva suonare musica dal vivo. Il locale ospitò spettacoli del cantante folk moldavo Radu Captari, il quale collaborò con Pascu in alcuni progetti musicali durante la primavera del 2010.

### L'ictus del 2010 e la divisione deiDivertis
Alla fine del 2010 venne rivelato che Pascu era stato colpito da un ictus e che si stava riprendendo presso l'Ospedale Universitario di Bucarest. I media rumeni ipotizzarono che l'ictus fosse stato causato dallo stress del suo divorzio, anche se Pascu aveva dichiarato che la separazione era stata amichevole. A causa dell'ictus la sua carriera venne compromessa e Pascu decise di smettere di bere alcolici. Riprese la vita artistica, studiando per la parte di Cadâr per Take, Ianke e Cadâr, una commedia di Victor Ion Popa. La produzione andò in tour nei teatri rumeni nei primi mesi del 2011.
Pascu tornò a Land of Jokes, la serie comica prodotta da una parte dei Divertis per Pro TV, dove interpretò il personaggio principale, Nemuriciul. Il suo ritorno evidenziò il conflitto tra Toni Grecu, che stava producendo uno spettacolo comico politico per la stessa stazione, e il meno politicizzato Land of Jokes. Nel giugno del 2011, Pascu e gli altri comici di Land of Jokes annunciarono che la loro scissione con i Divertis era definitiva e che il loro contratto con Pro TV aveva raggiunto la fine. In un'intervista al quotidiano Adevărul, i comici annunciarono che stavano considerando altre offerte; Pascu criticò l'attenzione che Pro TV dava alla produzione di talent show. Pascu in seguito riconobbe che non gli piacevano molto le produzioni della Pro TV, come Romania’s Got Talent, nonostante il fatto che sua figlia Iarina vi fosse apparsa come parte di un ensemble di musica gospel.
La nuova troupe comica prese il nome di Distractis, dal momento che "il marchio Land of Jokes venne lasciato a Pro TV e, nel mese di agosto del 2011, firmò con TVR 1.
Nell'ottobre del 2011 Pascu tornò a Cluj-Napoca come ospite VIP all'inaugurazione della Cluj Arena, stadio della squadra di calcio Universitatea. Partì per Seattle e si esibì in una raccolta fondi per un nuovo centro culturale ortodosso rumeno in America. All'inizio del 2012, concentrò la sua attività musicale nel Distretto di Suceava, dove lavorò con il cantautore locale Lian Cubleşan. La loro collaborazione portò all'album Tropa, Tropa... €uropa!, pubblicato il 20 gennaio. Pascu e i The Blue Workers realizzarono un concerto a Câmpulung Moldovenesc. Pascu, insieme al suo collega Mircea Diaconu, apparì nel cortometraggio Loto, dove interpretò il ruolo di un venditore di auto.

## Discografia
- Ar putea fi (EP, 1992)
- Mixed Grill (album, 1993)
- Maşina cu jazzolină (album, 1994)
- Casetă pentru minte, inimă şi gură (album, 1996)
- Gânduri nevinovate (album, 1997)
- Lasă (muzică de casă) (album, 2000)
- Stângul de a visa (album, 2002)
- Prinde o stea (album, 2003)
- Jocul de-a joaca (album, 2004)
- 12 ani, 12 balade (greatest hits album, 2005)
- La jumătatea vieţii (album, 2007)
- Tropa, Tropa... €uropa! (con Lian Cubleşan; album, 2012)